# Newstalk
Newstalk 93.6 (Eigenschreibweise: NewsTalk 93.6) war ein privater Berliner Radiosender.

## Programm
Das Programm des 1996 gegründeten Senders bestand hauptsächlich aus Nachrichten und Hörertalks; Musik wurde nicht gespielt.
NewsTalk 93.6 war nach Angaben des Moderators Andreas Heinzgen das erste deutsche Talkradio. und wurde bis 1998 auf der terrestrischen UKW-Frequenz 93.6 gesendet. Der Sender gehörte zur RTL-Gruppe und bot den Hörern u. a. alle 15 Minuten Wetter und Verkehr. Das Wochenendprogramm war thematisch gegliedert und bestand zum Beispiel aus den Sendeblöcken „Auto-Talk“, „Haus-Talk“, „Job-Talk“ und ähnlichen Elementen.
1998 wurde das Programm zu einem Nachrichten- und Inforadio umgebaut und der Sender in Berlin aktuell 93.6 umbenannt.